# Adelges isedakii
Adelges isedakii är en insektsart. Adelges isedakii ingår i släktet Adelges och familjen barrlöss. Inga underarter finns listade i Catalogue of Life.